# 雷克纳德坎波斯
雷克纳德坎波斯，是西班牙卡斯蒂利亚-莱昂帕伦西亚省的一个市镇。 总面积13平方公里，总人口44人（2001年），人口密度3人/平方公里。